# Kia EV3
L'EV3 est un SUV compact électrique du constructeur automobile Sud-coréen Kia produit en Corée-du-Sud à partir de 2024.

## Présentation
La Kia EV3 est présentée le 23 mai 2024,

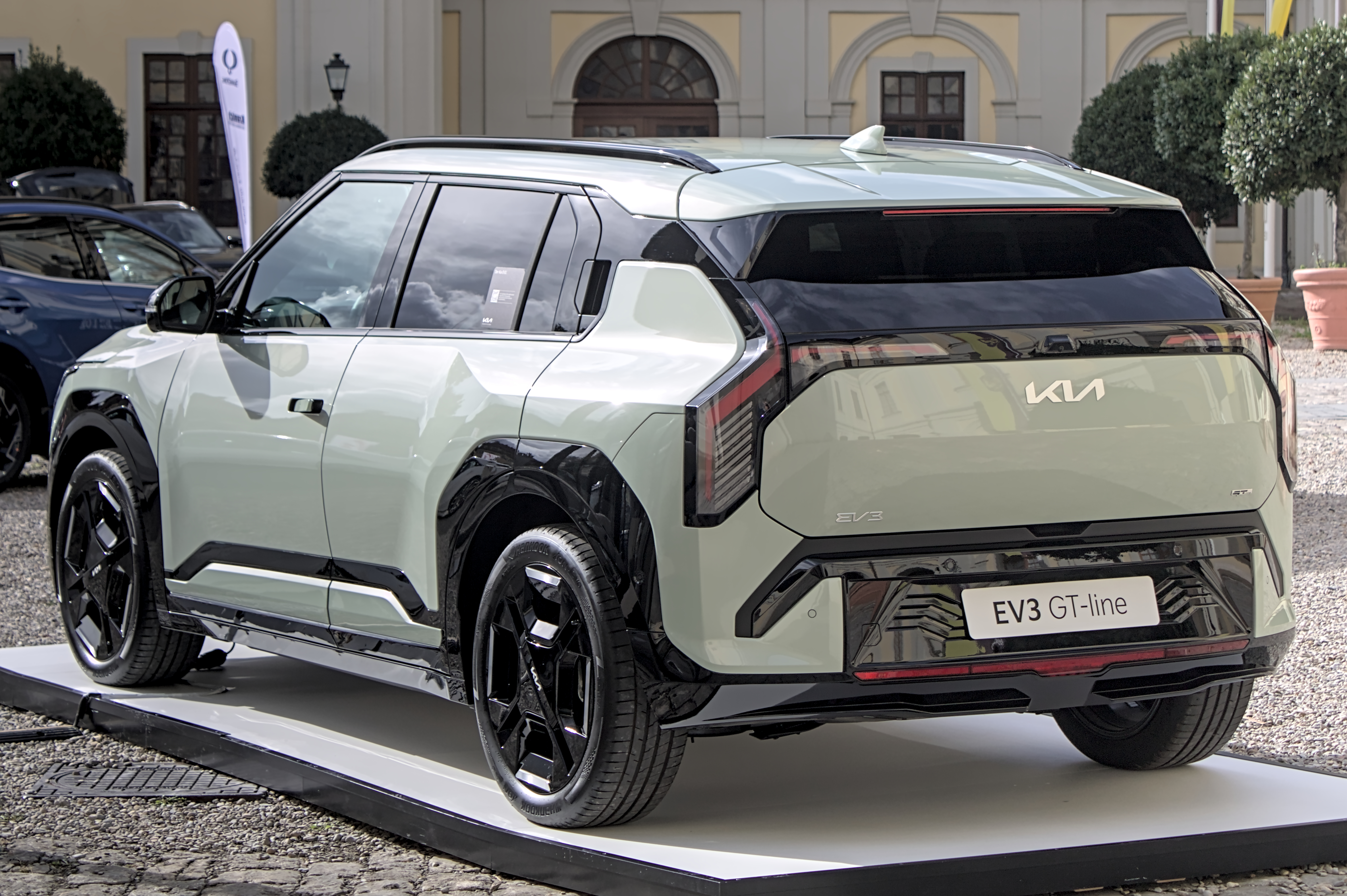
Vue de l'arrière
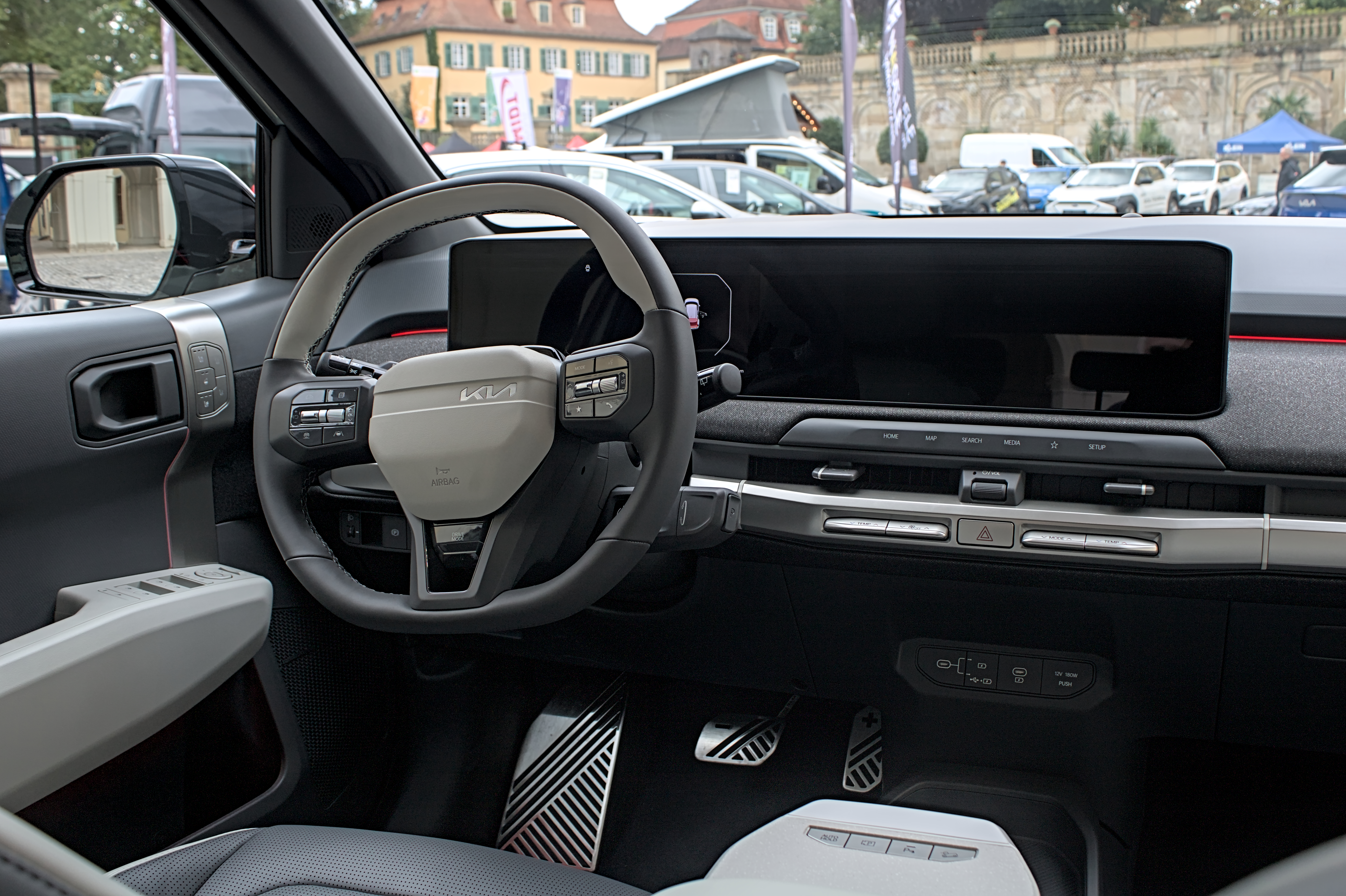
Intérieur

## Caractéristiques techniques
L'EV3 repose sur la plateforme technique e-GMP développée pour la gamme de véhicules électriques « EV » de Kia et Ioniq de Hyundai.

### Technologie
L'EV3 propose une clé digitale 2.0 permettant l'accès au véhicule et le démarrer via son smartphone, selon les versions.

### Motorisations
L'EV3 propose deux capacité de batterie NMC produite par LG : 58,3 kWh pour une autonomie de 410 km ou 81,4 kWh pour 560 km.
| Logo de Kia                               | EV3                                       | EV3                                       | EV3 |
| Logo de Kia                               | Standard Range                            | Long Range                                |     |
| ----------------------------------------- | ----------------------------------------- | ----------------------------------------- | --- |
| Puissance moteur électrique (kW)          | 150                                       | 150                                       |     |
| Puissance maximale (ch)                   | 204                                       | 204                                       |     |
| Couple maximal (N m)                      | 283                                       | 283                                       |     |
| Transmission                              | Propulsion                                | Propulsion                                |     |
| Vitesse maximale (km/h)                   | 170                                       | 170                                       |     |
| 0-100 km/h (s)                            | 7,5                                       | 7,7                                       |     |
| Consommation (kWh/100 km)                 |                                           |                                           |     |
| Masse à vide (kg)                         | 1725                                      | 1810                                      |     |
| Batterie                                  |                                           |                                           |     |
| Type                                      | Lithium-ion Nickel-Manganèse-Cobalt (NMC) | Lithium-ion Nickel-Manganèse-Cobalt (NMC) |     |
| Capacité de la batterie (kWh)             | 58,3                                      | 81,4                                      |     |
| Autonomie (cycle WLTP)                    | 436                                       | 605                                       |     |
| Puissance maximale de charge              |                                           |                                           |     |
| en courant alternatif monophasé (AC) (kW) | 7,4                                       | 7,4                                       |     |
| en courant alternatif triphasé (AC) (kW)  | 11                                        | 11                                        |     |
| en courant continu (DC) (kW)              | 102                                       | 128                                       |     |
| Temps de recharge                         |                                           |                                           |     |
| sur une prise 3,7 kW (0 à 100 %)          |                                           |                                           |     |
| sur une Wallbox 11 kW (AC) (10 à 100 %)   |                                           |                                           |     |
| sur une borne 130 kW (DC) (10 à 80 %)     | 29 minutes                                | 31 minutes                                |     |

## Finitions
- EV3[3]
  - accès et démarrage sans clé ;
  - aide au maintien dans la voie ;
  - Apple CarPlay et Android Auto ;
  - assistance active à la conduite dans les embouteillages et sur autoroute ;
  - banquette arrière 2/3-1/3 ;
  - caméra de recul ;
  - climatisation automatique bizone ;
  - freinage d'urgence automatique ;
  - jantes aluminium 17 pouces ;
  - phares et essuie-glaces automatiques ;
  - phares LED radars de parking avant/arrière ;
  - rails de toit ;
  - régulateur de vitesse adaptatif ;
  - triple écran panoramique avec navigation.

- Earth
  - chargeur de smartphone par induction ;
  - clé digitale pour déverrouillage et démarrage via smartphone ;
  - système anticollision avec détection des angles morts ;
  - poignées de porte affleurantes automatiques ;
  - rétroviseurs rabattables électriquement ;
  - sièges avant et volant chauffants ;
  - siège conducteur électrique ;
  - vitres et lunette AR surteintées.

- GT-Line
  - éclairage d'ambiance personnalisable ;
  - freinage d'urgence autonome avec détection des piétons et cyclistes ;
  - hayon à ouverture électrique ;
  - hi-fi Harmann Kardon ;
  - jantes aluminium de 19 pouces ;
  - pédalier alu ;
  - projecteurs LED à 12 cubes ;
  - sellerie spécifique GT-line ;
  - volant en cuir synthétique.

## Concept car
La Kia EV3 est préfigurée par le concept car Kia EV3 Concept présenté le 12 octobre 2023 à l'occasion de l'évènement Kia EV Day du constructeur, puis exposé au salon de l'automobile de Los Angeles en novembre.